# PowerBook 2400c
PowerBook 2400cとは、かつてApple Computerが販売していたPowerBookシリーズの一種である。

## 概要
PowerBook 2400cはPowerBook Duo 2300c/100の実質的後継のサブノート型ノートパソコンで、Apple初の日本向けモデルである。初代モデルのPowerBook 2400c/180（開発コードネームは百武彗星にちなんだComet）は、1997年5月30日に438,000円で発売された。また、翌1998年4月には、スペックのアップグレードや熱対策、ネジの脱落防止策が施されたPowerBook 2400c/240（開発コードネームはMighty Cat）が登場している。
フロッピーディスクドライブは外付けの付属品であり、光学ドライブは付属していないが、再インストール用のMac OS（システムディスク）は、CD-ROMで同梱されていた。

### 評価
PowerBook 2400cは、当時のPowerBookシリーズの最上位機種であったPowerBook 3400cの性能を詰め込んだスペックであり、携帯性とコストパフォーマンスに優れたマシンであると評価された。
1997年度グッドデザイン賞を受賞している。担当デザイナーは、Christopher Stringer。
携帯性を重視する日本市場をターゲットとしていただけに、日本においてはかなりの人気モデルとなったが、アメリカでの売り上げは僅か5千台程度（PowerBook 2400c/180のみで、後継の2400c/240は販売されていない）に留まり、全シリーズの累計出荷台数は7万台程度となった。しかしながらクリックボタンの不良やCPUが熱で破損する等の不具合も多く発生したこともあり、PowerBook 2400cは失敗と見なされている。この機種より後、ターゲットを地域限定としたモデルが開発されたことがない。

## 開発・設計

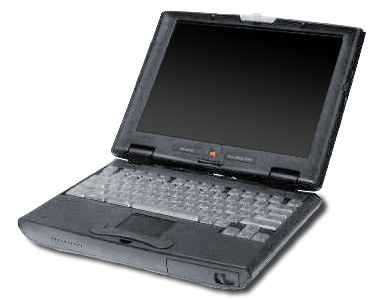
クリアタイプのサードパーティ製US配列キーボードへ換装したPowerBook 2400c

PowerBook 2400cのプロジェクトを進めたのは、1996年2月から翌年7月までAppleの最高経営責任者であったギル・アメリオ自身で、アメリオが日本に派遣した技術者チームが東京の満員電車を体験して小型軽量マシンのきっかけを掴んだとされる。
当時の日本IBM（日本IBM大和事業所）と共同で開発され、当時ThinkPad 535を製造していた日本IBM藤沢事業所でPowerBook 2400cも製造された。IBMがOEM生産した PowerBookであることから開発コードネームでなくThinkMacと呼ばれることもあった。小さな筐体にPowerBook 3400相当のスペックを詰め込むため、ThinkPad 535と同様にロジックボード（マザーボード）を3段構造としている。また、液晶パネルをThinkPad 535と同じ東芝製にしたり、IBM製ハードディスクドライブを採用するなどして、ThinkPadとの共通化でコストダウンも図られた。なお、ThinkPad 535はPowerBook 2400cとの比較対象とされることも多い。
外観はApple本社のデザイナーChristopher Stringerによりデザインされているが、当時のApple日本法人の意見が汲まれている。
また当時PowerPC G3へのアップグレードカードが販売されていたが、製造していたメーカーは2社ともに倒産し、新品でのアップグレードは極めて困難になっている。

## スペック
|                          | PowerBook 2400c/180 | PowerBook 2400c/240 |
| ------------------------ | --- | --- |
| 発売日                   | 1997年5月 | 1998年4月 |
| CPU                      | PowerPC 603e 180MHz | PowerPC 603e 240MHz |
| 2次キャッシュメモリ      | 256KB | 256KB |
| メモリ                   | EDOメモリ オンボード16MB 拡張スロット×1（公称で最大80MBまで増設可能。非公式には96MBを追加して最大112MB)                                                                             | EDOメモリ オンボード16MB 拡張スロット×1（公称で最大80MBまで増設可能。非公式には96MBを追加して最大112MB)                                                                             |
| 内蔵ストレージ           | 1.3GB 2.5インチIDE HDD | 2.0GB 2.5インチIDE HDD |
| ディスクドライブ         | 外付け3.5インチフロッピーディスクドライブ (Apple SuperDrive) 付属 外部フロッピーディスクドライブポート×1                                                                            | 外付け3.5インチフロッピーディスクドライブ (Apple SuperDrive) 付属 外部フロッピーディスクドライブポート×1                                                                            |
| ディスプレイ             | 10.4インチTFTノングレアクリーン液晶（最大解像度800×600ピクセル、最大表示色32,768色）                                                                                                | 10.4インチTFTノングレアクリーン液晶（最大解像度800×600ピクセル、最大表示色32,768色）                                                                                                |
| グラフィックコントローラ | チップス・アンド・テクノロジーズ CT65550（VRAM容量 1MB） | チップス・アンド・テクノロジーズ CT65550（VRAM容量 1MB） |
| PCカードスロット         | Type I・Type IIのPCカードなら2枚、Type III ×1のPCカードなら1枚を装着可 | Type I・Type IIのPCカードなら2枚、Type III ×1のPCカードなら1枚を装着可 |
| 入出力ポート             | Apple Desktop Busポート×1、シリアルポート（LocalTalk/モデム、RS-422準拠）×1、SCSIポート (HDI-30) ×1 赤外線通信ポート×1（IRTalk 230KbpsおよびIrDA規格1Mbpsに準拠）、外部モニタポート | Apple Desktop Busポート×1、シリアルポート（LocalTalk/モデム、RS-422準拠）×1、SCSIポート (HDI-30) ×1 赤外線通信ポート×1（IRTalk 230KbpsおよびIrDA規格1Mbpsに準拠）、外部モニタポート |
| オーディオ               | 16ビットステレオサウンド入出力用ポート×各1、内蔵スピーカー、マイクロフォン | 16ビットステレオサウンド入出力用ポート×各1、内蔵スピーカー、マイクロフォン |
| ポインティングデバイス   | トラックパッド | トラックパッド |
| プリインストールOS       | Mac OS 7.6.1, Mac OS 8(1997年8月より) | Mac OS 8.1 |
| 付属ソフト               | クラリスワークス 4.0 | クラリスワークス 4.0 |
| 本体サイズ               | 高さ：4.7cm、幅：26.6cm、奥行き：21.3cm | 高さ：4.7cm、幅：26.6cm、奥行き：21.3cm |
| 本体重量                 | 1.98kg | 2.00kg |